# Olympique de Cette
L'Olympique de Cette est un club de football français fondé en 1900, disparu en 1914 et situé à Sète.

## Historique
L’Olympique de Cette (Cette, orthographe de la ville jusqu’en 1927) est fondée en 1900 par Jean Dugrip et Jean-Louis Julien qui organisent alors quelques matches face au SC Nîmois d’Henri Monnier. Rapidement, le club fait des émules dans la ville, et d’autres équipes apparaissent sur l’île comme le Junior Club de Cette ou l’Union Sportive de Cette, fondé par Emmanuel Gambardella âgé seulement de 15 ans. De 1901 à 1905, les rencontres régionales se limitent cependant à un tête-à-tête entre les joueurs de l’Olympique et ceux du SC Nîmois. Ils ne sont rejoints que plus tard par les jeunes Montpelliérains, principalement tournés vers le rugby à XV à cette époque.

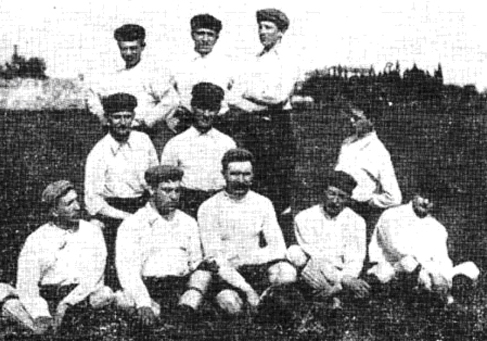
Équipe de l’Olympique de Cette en 1901.

Cette est alors désignée comme « La Mecque du football français » par le journaliste sportif Gabriel Hanot avant la Grande Guerre, et en 1906, c’est logiquement dans ce port de la Méditerranée que s’installe le siège de la Ligue régionale. En 1907, l’Olympique de Cette prend part à sa première compétition officielle, le championnat du Languedoc dont les Dauphins remportent facilement la première édition. Lors de la seconde édition en 1908, les Cettois sont battus par leur grand rival d’avant-guerre, le SC Nîmois, ce qui sera le seul et dernier affront à l’hégémonie cettoise sur le Languedoc-Roussillon jusqu’en 1927 et la victoire du SO Montpelliérains.

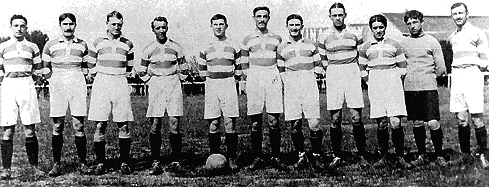
Équipe de l’Olympique de Cette en 1914.

En 1908-1909, l’Olympique de Cette décroche un nouveau titre régional, alors qu’arrive au club un homme au fort tempérament, Georges Bayrou, qui en restera le président durant près d'un demi-siècle. Monté à Paris pour faire carrière, il rentre au pays auréolé du titre de champion de France conquis avec le Gallia Club Paris, et s’implique rapidement dans la branche de recrutement du club. À l’origine de la venue de Gustave Rambaud, alors capitaine du SC Nîmois, il attire dans les filets des Dauphins d’autres joueurs venus des grands rivaux de l’époque comme Fernand Augade et les frères Chabrol, pratiquant activement le manque à gagner et le débauchage, comme le rappelle l'entraîneur nîmois Henri Monnier dans ses mémoires : 

« Je ne puis m’empêcher encore aujourd’hui, malgré sa disparition récente, de reprocher au vieux camarade de lutte Georges Bayrou d’avoir racolé, moyennant 5 francs par dimanche et 2 francs du voyage Nîmes–Sète, les meilleurs éléments de mon équipe. Et, en cela on peut dire qu'il a été le premier et le plus grand racoleur de footballeurs de France, honneur que je ne lui ai jamais envié. »

Outre les joueurs régionaux, Georges Bayrou fait également venir de nombreux joueurs étrangers, notamment en 1912 l’Écossais Victor Gibson qui assurera tour à tour les rôles de joueur, d'entraîneur et de recruteur du club.
Champion du Languedoc sans discontinuer de 1910 à 1914, l'équipe cettoise atteint même cette dernière année la finale du championnat de France USFSA, perdue à Paris face à l’Olympique lillois. Le club met fin à ses activités avec le déclenchement de la Première Guerre mondiale quelques semaines plus tard, comme de nombreux autres clubs français, et voit partir la plupart de ses joueurs pour le front.
Les jeunes de la ville supportent mal l'interruption de la pratique du football décrétée par le club, comme l’écrit René Dedieu alors âgé de 15 ans : 

« À la mobilisation, l’Olympique refusa de nous prêter son stade. Nous n’avions plus d’équipements, plus de maillots ni d’éducateurs. On a créé le Football Club de Sète avec les jeunes de 16 ou 17 ans qui venaient de l’Olympique comme moi et ceux qui, comme les frères Dangles, venaient du Junior Club Cettois. Le garde de l’Olympique nous ayant chassé, nous avons joué à l’ancien champ de manœuvres. En 1917, nous ne jouions que quelques matches et c'est après la guerre que nous avons construit le stade et reconstitué le club en grand. »

En effet, en cette période de guerre, les classes d’âge n’étant pas encore mobilisées prennent la relève des « grands » qui n’apprécient guère que des collégiens, souvent peu fortunés et peu habitués à la vie associative réservée habituellement à une certaine bourgeoisie urbaine, cherchent à les remplacer ou à rivaliser avec eux.

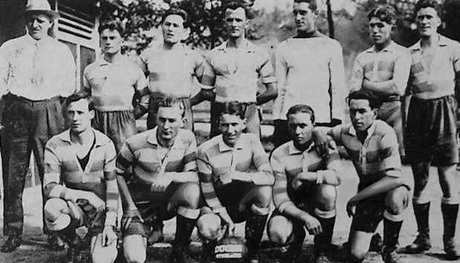
Équipe du FC Sète lors de la finale de la Coupe de France 1923.

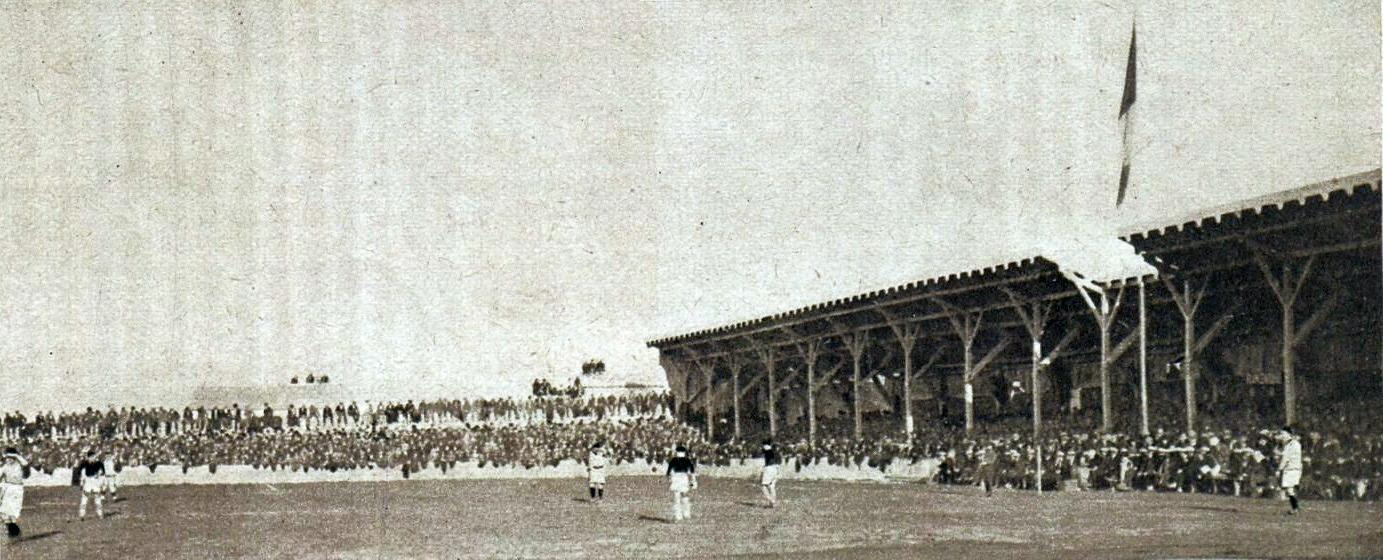
Le stade du FC Sète en 1929.

Parmi les anciens de l’Olympique, l'Écossais Victor Gibson, non mobilisé avec l'armée française, choisit de se joindre à l’aventure du FC Cette et décide avec le président Schlegel, un Suisse originaire du canton de Vaud, d’adopter les couleurs blanches à rayures vertes du club de cœur de l’Écossais, le Celtic FC, un des deux plus prestigieux clubs de Glasgow. Malheureusement pour les anciens joueurs de retour de la guerre, comme Jean-Louis Jullien, la loi du nombre et de la jeunesse joue en leur défaveur, d’autant plus que de nombreux joueurs sont morts sur les champs de bataille et que les supporteurs se sont habitués à voir évoluer le nouveau club en tant qu’équipe majeure de la ville. À la fin de la guerre, le docteur Scheydt, ancien président de l’Olympique et maire de Cette, comprend que son club ne renaîtra pas et accepte une place de président d’honneur du FC Cette.

## Résultats sportifs
Palmarès
- Championnat du Languefoc USFSA (7)
  - Champion en 1907, 1909, 1910, 1911, 1912, 1913, 1914.

### Autres références
1. ↑  Seuls les principaux titres en compétitions officielles sont indiqués ici.
2. ↑  Arnaud Pierre et J. Camy (eds)., La Naissance du Mouvement Sportif Associatif en France : Apparition et affirmation du football en Languedoc 1900-1935 par P. Lanfranchi, Presses Universitaires de Lyon, 1986, 259-273 p.
3. ↑   « Le Football héraultais », lelanguedocsportif.org (consulté le 13 janvier 2012)
4. ↑  Pierre-Marie Descamps et Yannick Lebourg., Coupe de France : la folle épopée, Issy-les-Moulineaux, L’Équipe, octobre 2007, 432 p. (ISBN 978-2-915535-62-4)
5. ↑  Roger Rabier, Allez SOM, 50 ans de football montpelliérain 1919/1970, Saint-Georges d’Orques, À compte d’auteur, 1985, 276 p., p. 31
6. ↑  « Prologue : 1901 - 1914 », fcsete.com (consulté le 13 janvier 2012)
7. ↑  (en) Frédéric Pauron, « France 1892-1919 : 1913/14 », sur rsssf.com, 24 avril 2004 (consulté le 16 octobre 2009)
8. ↑  René Dedieu, Lettre de René Dedieu, juillet 1982
9. ↑  « De l’Olympique de Cette au Football Club de Cette », fcsete.com (consulté le 17 février 2012)